# Papež Štefan III.
Štefan III. (IV.), papež Rimskokatoliške cerkve in benediktinec; * 723 Sicilija (Bizantinsko cesarstvo);  † 1. februar 772, Rim (Papeška država; Frankovsko kraljestvo).

## Življenjepis

### Kar dvaprotipapeža
Po smrti Pavla I.  so rimske milice postavile na papeški prestol Konstantina II. , ki je bil laik. Čeprav ga kralj Pipin ni potrdil, se je obdržal približno eno leto. Zatem so ga dobili v roke Langobardi, ga oslepili in hudo pohabili; nato je bil kanonično razrešen papeških časti ter poslan v samostan, kjer je tudi umrl nekaj let potem.
Langobardi so odstavili Konstantina II. ter postavili svojega papeža. Protipapež Filip, ki je bil postavljen 31. julija 768, je bil takoj umeščen, ne da bi prejel kakršnokoli posvečenje. Naslednjega dne so ga pregnali iz Rima; umrl je v nekem samostanu. 

### Mladost
Štefan se je rodil na Siciliji, v bizantinski pokrajini Sicilijanske Teme. 
Štefan je bil rimski duhovnik doma s Sicilije. Ko so se zadeve s protipapežema umirile, so ga lahko izvolili 7. avgusta 768. Aprila 769 je papež sklical v Rimu sinodo, na kateri je sodelovalo tudi 13 frankovskih škofov. Zavrnili so sinodalne sklepe iz Hiereie 754, ki so govorili v prid ikonoklazmu, ter izdali nove odloke glede volitev papeža: za papeža ne more biti izvoljen laik, izvoljeni so lahko samo kardinali, voliti smejo samo rimski duhovniki, ljudstvo pa le z odobravanjem potrdi izvolitev. 
Štefan III. se je moral soočiti tudi z novimi političnimi nemiri na zahodu. Po Pipinovi smrti 768 sta v frankovski državi zavla¬dala brata Karel Veliki in Karlman, od 771 pa je Karel sam vodil kraljestvo. Karel, čigar žena Himiltruda je bila bolna, je sprejel ponudbo in se oženil z Deziderato, hčerko langobardskega kralja Deziderija. Razume se, da je papež takemu dvojnoženstvu nasprotoval. 
Deziderij je za svojega sina Adalgisa  izprosil za ženo Pipinovo hčerko Oislano (Gizela), ki pa je nameravano poroko preprečila z vstopom v samostan.
Karel se je sprl z Deziderijem in odslovil svojo langobardsko soprogo. Deziderij je sedaj prelomil prejšnje obljube ter 771 z vojsko nad Rimom uveljavil svojo nadoblast in spravil pod svoj vpliv tudi papeža.

### PokristjanjenjeKarantanije
V Karantaniji sta po smrti škofa Modesta 763 izbruhnila dva upora zoper pokristjanjevanje. Močnejši je bil upor po Hotimirovi smrti 769; do leta 772, ko je Valtunk s pomočjo bavarskega vojvode Tasila vzpostavil svojo oblast, ni bilo med Slovenci nobenega rednega duhovnika, pač pa so prihajali mednje misijonarji. Krščanstvu so se upirali predvsem plemenski starešine.

## Smrt in češčenje
Papež Štefan III. je umrl v Rimu dne 1. februarja 772. in je pokopan v cerkvi svetega Petra v Vatikanu.
V srednjem veku so Štefana III. častili kot svetnika na njegovem rodnem otoku Siciliji. Med svetniki ga naštevajo razni koledarji, martirologiji, kakor tudi stari koledar svetnikov s Sicilije. Njegov praznik je 1. februarja. Meščani Sirakuz so si večkrat brezuspešno prizadevali, da bi sveti sedež razširil njegovo češčenje na celotno Cerkev.